# NGC 6708
NGC 6708 ist eine Spiralgalaxie vom Hubble-Typ Sb im Sternbild Teleskop am Südsternhimmel. Sie ist schätzungsweise 113 Millionen Lichtjahre von der Milchstraße entfernt.
Das Objekt wurde am 9. Juni 1836 von John Herschel entdeckt.